# Xylosma palawanense
Xylosma palawanense é uma espécie de planta da família Salicaceae. É endémica das Filipinas.